# Station Stourbridge Town
Stourbridge Town is een spoorwegstation van National Rail in Stourbridge, Dudley in Engeland. Het station is eigendom van Network Rail en wordt beheerd door West Midland Trains. Het station is geopend in 1879. 
Het station biedt een verbinding met het 1,3 km verder geleden station Stourbridge Junction.